# Гай Юлий Цезарь Випсаниан
Гай Юлий Цезарь Випсаниан (лат. Gaius Iulius Caesar Vipsanian), при рождении Гай Випсаний Агриппа (лат. Gaius Vipsanius Agrippa), часто — Гай Цезарь (20 год до н. э. — 21 февраля 4 г. н. э.) — внук и приёмный сын Октавиана Августа, консул 1 года, один из наиболее вероятных наследников власти Августа, римский военачальник.

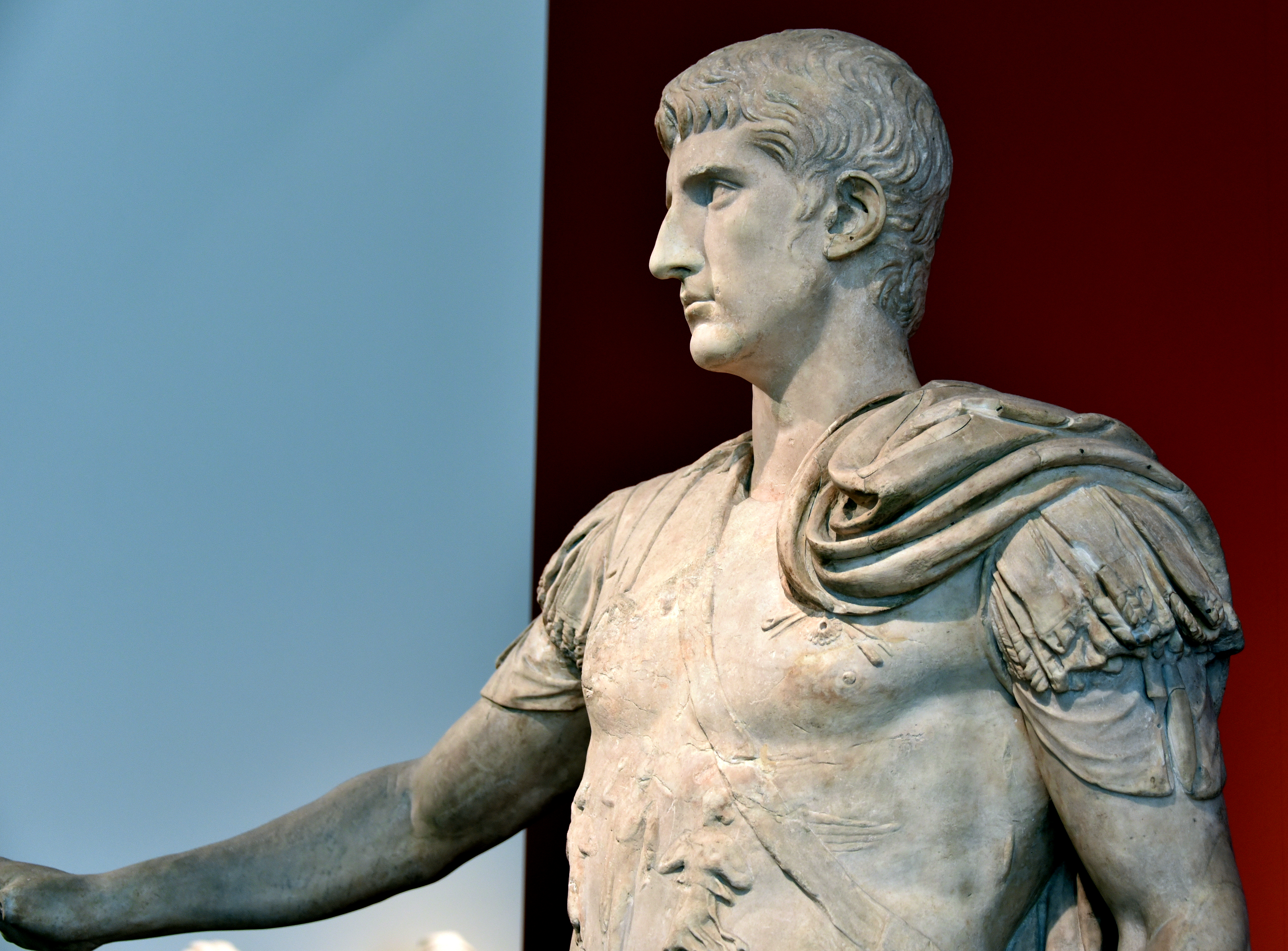
Статуя представителя династии Юлиев-Клавдиев, вероятно изображающая Гая Цезаря. Старый музей

## Происхождение
Гай был первым ребёнком Марка Випсания Агриппы от его третьей жены, Юлии. Агриппа происходил из богатого плебейского рода Випсаниев. Юлия была единственной дочерью Октавиана Августа, первого римского императора, от его второй жены, Скрибонии. Юлия была патрицианкой, поскольку её отец, выходец из скромного плебейского рода Октавиев, был усыновлён Гаем Юлием Цезарем.
Кроме Гая, у пары было ещё четверо детей — Випсания Юлия Агриппина, Луций Випсаний Агриппа, Випсания Агриппина (Агриппина Старшая) и Марк Випсаний Агриппа Постум. Также у Агриппы были ещё две дочери от двух первых браков — Випсания Агриппина и Випсания Марцелла.
В 17 году до н. э. Август усыновил трёхлетнего Гая и новорождённого Луция под именами Гай Юлий Цезарь Випсаниан и Луций Юлий Цезарь Випсаниан соответственно.

## Жизнеописание
После внезапной смерти Агриппы в 12 году до н. э. мать мальчиков, по настоянию императора, вышла замуж за его пасынка, Тиберия. Для того, чтобы этот брак состоялся, Тиберий был вынужден развестись со своей первой супругой, старшей дочерью Агриппы, Випсанией Агриппиной.
Август считал мальчиков, особенно старшего Гая, наиболее вероятными своими преемниками и готовил их к тому, что однажды им придётся принять всю полноту его власти. C 13 года до н. э. мальчики участвуют почти во всех официальных и праздничных церемониях вместе с Августом. Уже в 8 году до н. э. двенадцатилетний Гай сопровождал Тиберия в его походе против сигамбров.
В 6 году до н. э. был заранее назначен консулом на 1 год. В том же году был объявлен принцепсом молодёжи и введён Августом в коллегию понтификов.
В 5 году до н. э. намного раньше возрастного ценза стал сенатором и получил право командовать римской конницей.
Во 2 году до н. э. женился на племяннице Тиберия — одиннадцатилетней Ливилле.
В 1 году до н. э. в ранге проконсула отправился на восток, в Армению, которую захватили парфяне. В провинции вступил в должность консула и принял командование армией. Под угрозой римских легионов парфяне добровольно покинули Армению. Во 2 году Гай встретился с парфянским царём Фраатом IV на острове на реке Евфрат, где был подписан мирный договор между Римом и Парфией. По этому договору Армения признавалось буферным государством между двумя империями.
Гай посадил на армянский трон мидянина Ариобарзана, однако вскоре тот погиб. В Армении началась смута, и тогда Гай двинул свои легионы против армян. Недалеко от Артагеры (по-армянски Артагерс, крепость к северу от Аракса) был ранен копьём предателем Аддуем.
Рана оказалась серьёзной, и Гай сложил с себя все полномочия и отправился в Рим. В феврале 4 года он скончался в ликийском городе Лимира.
Со смертью Гая Август остался без наследников. Луций Цезарь умер в Галлии двумя годами ранее. Молва приписывала смерть братьев Випсанианов Ливии, которая добивалась передачи власти Августа своему сыну Тиберию. Так или иначе, за неимением других преемников. Августу ничего не оставалось, как усыновить в 4 году Тиберия под именем Тиберий Юлий Цезарь (лат. Tiberius Iulius Caesar). Август, в свою очередь, заставил Тиберия усыновить своего племянника, сына Друза от Антонии Младшей — восемнадцатилетнего Германика.